# جواو أليكساندر سانتوس
جواو أليكساندر سانتوس (بالبرتغالية: João Alexandre Santos Vilacova‏) (29 نوفمبر 1973 ببورتو في البرتغال - ) هو مدرب كرة قدم ولاعب كرة قدم برتغالي في مركز الدفاع. لعب مع نادي فارزيم وA.D. Esposende ‏.